# Istrianisme

Le drapeau de l'Istrie.

L'istrianisme ou istrianité, est le nom donné à l'identité régionale développée par les habitants de la région croate de l'Istrie. L'Istrie est la plus grande péninsule de la mer Adriatique et est une région multiethnique partagée entre la Croatie, l'Italie et la Slovénie. Les Italiens et les Slovènes habitent chacun dans les parties italienne et slovène (qui constituent respectivement entre 1 % et 9 % du territoire de l'Istrie), lorsque dans la partie croate (90 % de la région) y côtoient des Croates, des Italiens, des Istro-Roumains et des locuteurs istriotes, de même que des minorités étrangères. La majorité de l'Istrie croate est située dans le comitat du même nom. L'Istrie est la région de Croatie où le sentiment régionaliste est le plus présent.
Lors du recensement croate de 2011, 25 203 habitants du comitat d'Istrie, constituant 12 % de sa population, se déclaraient eux-mêmes prioritairement Istriens, faisant de cette nationalité la plus présente du comitat après la nationalité croate. L'identité istrienne est également déclarée dans le comitat voisin de Primorje-Gorski Kotar, dont une partie se situe dans la région de l'Istrie. À l'échelle nationale, 25 409 habitants se revendiquent d'identité istrienne. Dans ces deux comitats, la majorité de cette population est d'ethnie croate, mais étaient également des Istro-Roumains se revendiquant comme Istriens. Le recensement de 2021 montra une diminution du sentiment istrien, puisque 10 025 habitants du comitat d'Istrie s'y revendiquent.
Plusieurs personnalités croates, notamment provenant de la Diète démocratique istrienne (IDS), soutiennent la politique d'une plus grande autonomie pour l'Istrie, tels que son ancien président Boris Miletić ou le député Emil Daus,.